# Сикхізм

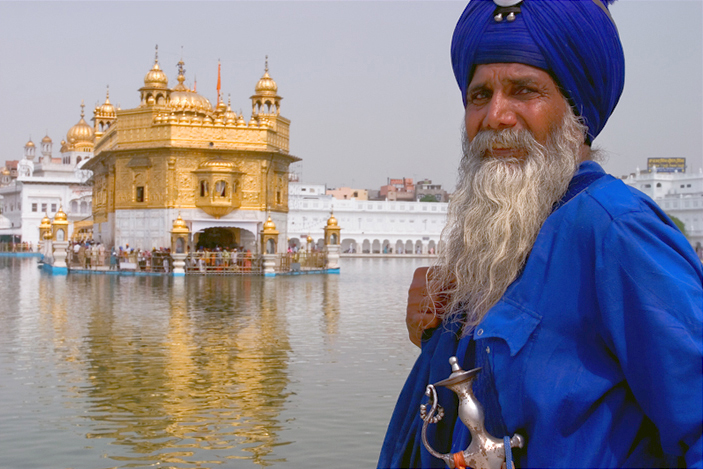
Сикх перед Золотим храмом у Амрітсарі

Сикхі́зм (від палі ਸਿੱਖੀ, сикх, «послідовник, учень») — релігія, заснована у Пенджабі, в північно-західній частині півострова Індостан гуру (духовним вчителем) Нанаком (1469—1539).
Нині сикх пантх (релігійна громада) налічує близько 22 млн членів, з яких 83 % мешкає в Індії, 76 % індійських сикхів живуть у Пенджабі.
Сикхізм поєднує ідеї індуїзму та ісламу. Сприймаються індуїстські концепції карми і перенародження, але відкидається кастова система. Сикхи вірять, що Бог є єдиною реальністю і що духовне визволення може досягатися шляхом вгамування его через: сердечний піснеспів, повторення священного імені, медитацію та служіння.
Суттєвим є керівництво та провідь ґуру. Центральною є концепція Халси, вибраної раси святих воїнів, як і так звані п'ять К: канґа (гребінь), какч (короткі широкі штани), кирпан (меч), кара (сталевий браслет), кес (необрізане волосся і борода).

## Вчення
Сикхізм започаткувало вчення Ґуру Нанака та його послідовників — десяти ґуру. Сутність сикхістського вчення в словах Нанака: «Усвідомлення правди вище понад будь-що інше. Але ще вище — правдиве життя». Сикхізм вірить в рівність усіх людей і відкидає дискримінацію за кастовими, релігійними чи гендерними ознаками. Сикхізм не надає значення аскетизму, як шляху до спасіння, а підкреслює важливість родинного життя.
Сикхізм — монотеїстична релігія. Бог сикхів, вахіґуру не має форми, невидимий, перебуває поза часом. Священні тексти сикхів починаються цифрою 1, що символізує універсальність Бога. Бог всюдисутній і безмежний (ік онкар). Сикхи вірять, що до створення світу був лише Бог та його воля (хукам). За волею Бога був створений увесь Всесвіт.
Хоча розуміння Бога за межами людських можливостей, Нанак стверджує, що Він не зовсім схований від людини. Бог всюдисутній у всіх творіннях, і для духовно пробудженого він видний будь-де. Нанак стверджував, що Бога треба бачити внутрішнім зором або серцем: відданий Богу повинен медитувати з метою добитися просвітлення. Медитація на думку Нанака дозволяє спілкування між богом і людиною. Бог сикхів не має статі, хоча при перекладі може скластися уявлення про чоловічу стать.
Нанак стверджував також, що Бог створив життя на багатьох світах.

### Шлях до спасіння і халса
Основою вчення Нанака є не віра в рай і пекло, а духовне єднання з богом, що веде до спасіння. Головними перешкодами на шляху до спасіння є соціальні конфлікти й прив'язаність до земних здобутків, через яку людина приречена на нескінченний цикл народжень — реінкарнацію.
Майя, ілюзія, нереальність відволікає людей від шляху до порятунку, даючи їм тільки ілюзорне вдоволення. Однак Нанак наголошує, що майя не є нереальністю світу, а лише його цінностей. Сикхізм засуджує п'ять вад: его, гнів, жадобу, прив'язаність та хтивість. Доля людей, що стали жертвами п'яти вад, розлучення з Богом, і виправити положення можна тільки щирою і невтомною відданістю.
Нанак описує шлях до пізнання Бога (спасіння) в термінах нам (святе ім'я) та шабад (святе слово). Спасіння можна досягти тільки строгим та дисциплінованим служінням. Нанак підкреслює неважливість таких зовнішніх проявів поклоніння як ритуали, паломництво, аскетизм. Він наголошує, що відданість повинна йти від серця, душі.
Ключем на шляху до спасіння є нам — повторення божого імені. Повторення імені Бога або священного складу характерне для індійських релігій, однак Нанак наголошує на внутрішньому, особистому. Ідеал Нанака — повна відданість особистої сутності святому імені та повна покірність дхармі (святому порядку). Нанак описує результат дисциплінованого дотримання нам сімран як «виростання до і у Бога» через п'ятиетапний процес. Останній етап цього процесу сак кханд (царство правди) є остаточним союзом душі із Богом.
Нанак також наголошує на кірат каро — обов'язку сикха сполучати роботу, поклоніння, доброчинність та захист прав усіх створінь, особливо, людей. Він заохочував сикхів до чарді кала — оптимістичного погляду на життя. Важливою для сикхів є концепція доброчинності — ванд чакао. Вона здійснюється через роздачу безплатної їжі (ланґар) у сикхських храмах — ґурдварах, пожертвування та працю на користь громади й інших (сева).

## Історія
Впродовж тисячоліть панівною релігією в Індії був індуїзм в різних формах, із незначною меншістю буддистів та джайнів. На початку 13 ст. Індія була завойована мусульманами, які принесли із собою свою релігію — іслам. Поширення ісламу призвело до зростання міжрелігійної ворожнечі та нетерпимості. У цих умовах сикхізм зародився як спроба релігійного примирення. Засновник сикхізму Нанак взяв із кожної із релігій те, що видавалося йому добрим, і відкинув усе те, що на його погляд було злим. Індуїстське суспільство побудоване на основі варн, які затверджували нерівність між людьми. Нанак проголосив усіх людей, включно з жінками, рівними, відкинувши варни, засудивши ритуал саті та практику носіння паранджі. Він узяв від ісламу монотеїзм, а від індуїзму теорію перенародження душ. Він відкинув властиві індуїзму аскетизм і жебрацтво, проповідуючи родинне життя, заперечив необхідність обмеження в їжі, як вегетаріанство в індуїзмі, так і заборону їсти м'ясо нечистих тварин в ісламі. Навпаки, Нанак заборонив вживання в їжу м'яса тварин, забитих ритуально. Розроблена Нанаком релігія також засуджує зовнішні прояви релігійності — ритуали, паломництва, храми, існування окремої верстви священиків. Проте, Нанак заохочував доброчинність, що проявляється в безплатному роздаванні їжі в ґурдварах та їхня відкритість для людей будь-якої віри.
Нова релігія не здобула надто великої прихильності, але призвела до утворення сталої достатньої великої громади прихильників. Сикхізму не властвий прозелітизм, хоча сикхські громади радо приймають нових членів.
Нанак народився в Пенджабі, на території сучасного Пакистану, його батьки були індусами із варни кшатріїв. Ще в юності він почав проявляти інтерес до релігії, заохочений місцевим паном. У результаті своїх духовних пошуків Нанак прийшов до висновку, що «немає індусів, немає мусульман», і відтоді почав проповідувати вчення, яке стало сикхізмом. Вважається, що Нанак здійснив чотири великі подорожі: до Бенгалу й Ассаму, до Таміл-Наду, до Кашміру, Ладакху та на Тибет, і, нарешті, в Багдад і Мекку.
В 1538 Нанак вибрав другого ґуру сикхів, свого учня, який отримав ім'я Анґад Дев, відмовившись передати проповідь свого вчення синам, один із яких заснував свою власну секту удасі, а другий вів безпутнє життя. Анґаду приписується авторство писання Ґурмукхі, одного із священних текстів сикхів.
Третім ґуру в 1552 став Амар Дас, за вчительства якого центром сикхізму став Ґоїндал. Амар Дас проповідував рівність між чоловіками та жінками, заборонивши паранджу та саті. За його часів також поширилася практика ланґару — безплатного роздавання їжі. Аман Дас неодмінно пригощав усіх своїх відвідувачів, перш ніж вони могли звернутися до нього. В 1567 ланґар разом із бідняками їв імператор Акбар Великий.
Четвертим ґуру сикхів став у 1574 Рам Дас, який зробив центром сикхізму Амритсар. Його наймолодший син Арждан Дев став п'ятим ґуру в 1581. Він побудував Харімандир-Сахіб, відомий як Золотий Храм, а крім того підготував священний текст Адіґрантх (буквально Перша книга), в який були включені писання попередніх ґуру. В 1606 за відмову внести зміни в Адіґрантх та за пітримку неуспішного претендента на трон, його закатував і убив імператор імперії Великих Моголів Джаханґір.
Шостим ґуру сикхів став Хар Ґобінд, який носив два мечі — для духовних і мирських справ. Сикхізм на той час став організованою громадою. В 1644 році ґуру став Хар Раї, а в 1661 Хар Крішан. Гімни, складені цими трьома ґуру не ввійшли до священної книги сикхів.
В 1665 році ґуру став Теґх Бахадур, страчений Ауранґзебом за надання захисту індусам, які відмовилися перейти в іслам. Його замінив син Ґобінд Рай, якому на ту пору було тільки 9 років. Він мілітаризував своїх прихильників, і був висвячений п'ятіркою сикхів, яка отримала назву пандж піаре при формуванні халси 13 квітня 1699. Відтоді він відомий як Ґобінд Сінґх.
Від часів Нанака, коли громада сикхів була вільним товариством послідовників, минуло багато років і сикхи значно змінилися. Хоча основні принципи релігії залишилися незмінними, її прихильники почали утворювати політичну силу. Впродовж життя Теґ Бахадура та Ґобінд Синґха конфлікт між Великими Моголами та сикхами наростав. Утворена в 1699 році халса сполучає релігійне служіння з політичними й військовими обов'язками. Після того як Ауранґзеб убив чотирьох його синів, Ґобінд Синґх послав йому листа попередження про перемогу зафарнамах.
Ґобінд Синґх постановив, що після його смерті священне писання Ґуруґрантх-сахиб стане вищим духовним авторитетом для сикхів, а тимчасовий авторитет покладався на халса-пантх — сикхську громаду. Більше ґуру в сикхів не було. Ґобінд Синґх доручив колишньому аскету покарати тих, хто переслідував сикхів. Після смерті ґуру Банда Сінґх Бахадур очолив армію і здійснив кілька нападів на імперію Моголів. Він був страчений падишахом Джахандар-шахом після відмови перейти в іслам.
Воєнізовані сикхи стали значною політичною силою в регіоні. Після смерті Баба Барда Синґх Бахадура утворилася Сикхська імперія із столицею в Лахорі. Поступово вона занепала і була анексована Британією після англо-сикхських воєн.
Після отримання Індією та Пакистаном незалежності в 1947 тисячі сикхів загинули внаслідок релігійного насильства, а мільйони змушені були покинути свої родинні оселі в Західному Пенджабі, який увійшов до складу Пакистану. Бажання сикхів утворити штат за мовною ознакою наштовхнулося на протидію інших штатів. Сикхська політична організація Акалі Дал розпочала ненасильницький рух за права сикхів та Пенджабу. В 1984 прем'єр-міністр Індії Індіра Ганді звеліла провести операцію «Блакитна зірка», щоб змусити Джамайла Синґх Бхіндранвале покинути Золотий храм в Амритсарі. Внаслідок операції загинуло багато паломників. Індіра Ганді через кілька місяців була вбита охоронцями-сикхами. Після вбивства почався анти-сикхський бунт 1984.

## Служіння
Сикхи підтримують давні й усталені звичаї та традиції, що допомагають їм укріпитися у своїй вірі. Сикхізм рекомендує щоденні рецитації завчених напам'ять уривків зі священного писання Ґуруґрантх-сахіб, зранку, одразу ж після вмивання. Родинні звичаї включають читання священних текстів та відвідини ґурдвари. Ґудвари споруджені в багатьох містах Індії та повсюди у світі, де є значна сикхська громада. Вони відкриті для людей усіх релігій.
Служба в ґудварі складається в основному зі співання гімнів зі священних текстів. Сикхи зазвичай входять в приміщення, торкаються чолом землі перед священним писанням і дають пожертву. Характерна також рецитація складених в 18 ст. ард, в яких згадується про минулі страждання та успіхи сикхської громади.

## Вчителі сикхів

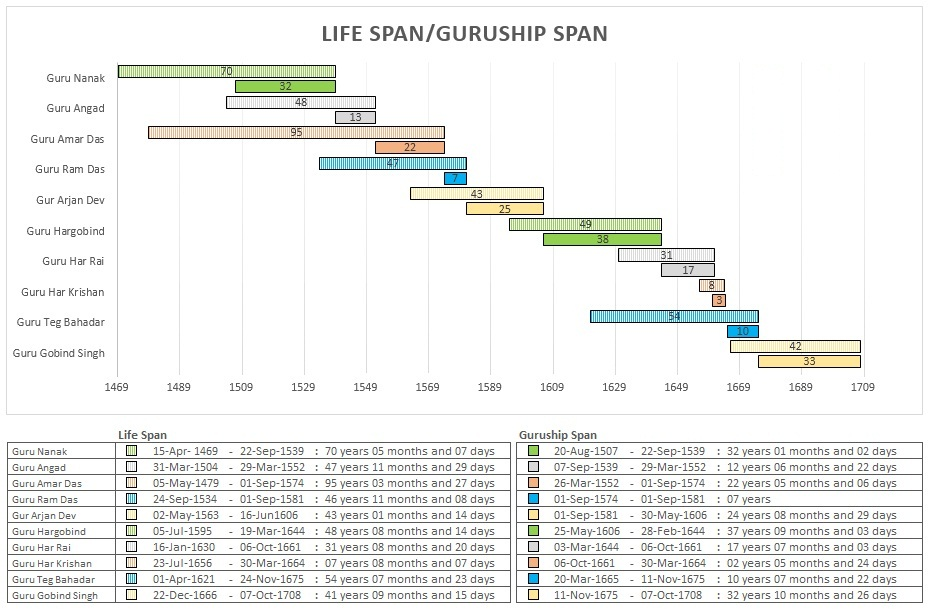
Приблизна тривалість життя і терміни перебування на посаді гуру 10 гуру сикхів

Термін «гуру» походить від санскритського gurū, що означає вчитель, просвітитель, провідник або наставник. Традиції та філософія сикхізму були засновані десятьма гуру з 1469 по 1708 рік. Кожен гуру доповнював і підкріплював вчення попередника, що призвело до створення релігії сикхізму. Гуру Нанак був першим гуру і призначив свого учня своїм наступником. Гуру Гобінд Сінгх був останнім гуру в людській подобі. Перед своєю смертю Гуру Гобінд Сінгх у 1708 році постановив, що Гуру Грант Сахіб буде останнім і вічним гуру сикхів.
Гуру Нанак стверджував, що його гуру —це Бог, який є незмінним від початку до кінця часів. Нанак називав себе рабом і слугою Бога, але стверджував, що він є лише провідником і вчителем. Нанак стверджував, що людський гуру є смертним, якого слід поважати та любити, але не поклонятися йому. Коли в Гурбані вживається слово «гуру» або «сатгуру» (букв. «справжній гуру»), воно часто означає найвищий прояв правдивості.
Гуру Ангад став наступником Гуру Нанака. Пізніше важливий етап у розвитку сикхізму настав з приходом третього наступника, Гуру Амара Даса. Вчення Гуру Нанака наголошувало на прагненні до спасіння; Гуру Амар Дас почав будувати згуртовану спільноту послідовників, запровадивши такі ініціативи, як проведення особливих церемоній з нагоди народження, одруження та смерті. Амар Дас також запровадив систему манджі (порівнянну з єпархією) для нагляду за духовенством.
Слово «гуру» в сикхізмі також стосується Акал Пурха (Бога), і Бог та гуру іноді можуть бути синонімами в Гурбані (сикхських писаннях).

## Чисельність
| Сикхи в Індії         | Сикхи в Індії |
| Штат/Союзна територія | Відсоток      |
| --------------------- | ------------- |
| Пенджаб               | 57,7 %        |
| Чандігарх             | 13,1 %        |
| Хар'яна               | 4,9 %         |
| Делі                  | 3,4 %         |
| Уттаракханд           | 2,3 %         |
| Джамму та Кашмір      | 1,9 %         |
| Раджастан             | 1,3 %         |
| Хімачал-Прадеш        | 1,2 %         |

| Сикхи в Канаді      | Сикхи в Канаді |
| Провінція/Територія | Відсоток       |
| ------------------- | -------------- |
| Британська Колумбія | 5,9 %          |
| Манітоба            | 2,7 %          |
| Альберта            | 2,5 %          |
| Онтаріо             | 2,1 %          |
| Юкон                | 1,0 %          |

За оцінками станом на 2019 рік, сикхізм налічує близько 25-30 мільйонів послідовників по всьому світу. За даними Pew Research, аналітичного центру та дослідницької групи, що базується у Вашингтоні, округ Колумбія, понад 9 з 10 сикхів проживають в Індії, але є також значні сикхські громади у Сполучених Штатах, Великій Британії та Канаді. В Індії сикхи проживають у всіх штатах та союзних територіях, але переважають вони у північно-західних та північних штатах. Лише в штаті Пенджаб сикхи становлять більшість (58 % від загальної кількості, згідно з переписом населення 2011 року). Окрім Пенджабу, до штатів і союзних територій Індії, де сикхи становлять понад 1,5 % населення, належать Чандігарх, Хар'яна, Делі, Уттаракханд та Джамму і Кашмір, всі вони знаходяться в північній частині Індії.
Канада є країною з найбільшою часткою сикхів у загальній чисельності населення у світі — 2,1 %. У Канаді сикхи становлять 5,9 % від загальної чисельності населення західної провінції Британська Колумбія, що є третім за величиною показником серед усіх адміністративних одиниць світу, поступаючись лише Пенджабу та Чандігарху в Індії. Британська Колумбія, Манітоба та Юкон є трьома з чотирьох адміністративних одиниць у світі, де сикхізм є другою за популярністю релігією серед населення.
До розділу Британської Індії 1947 року мільйони сикхів жили на території, яка пізніше стала Пакистаном. Так само сикхізм був заснований на території сучасного Пакистану, а деякі гуру народилися недалеко від Лахора та в інших частинах Пакистану. Під час поділу сикхи та індуїсти покинули новостворений Пакистан з мусульманською більшістю і в основному переселилися до Індії з індуїстською більшістю, а деякі переселилися до Афганістану з мусульманською більшістю, в той час, як численні мусульмани з Індії переселилися до Пакистану. Згідно з новинами 2017 року, у Пакистані залишилося лише близько 20 000 сикхів, і їхня чисельність скорочується (0,01 % від передбачуваного населення країни у 200 мільйонів осіб).